# Éomer
Éomer é um personagem fictício criado por J. R. R. Tolkien no universo da Terra-média. Ele aparece em O Senhor dos Anéis como líder dos Cavaleiros de Rohan, que servem como cavalaria do exército de Rohan, lutando contra Mordor.
O nome Éomer, que significa "famoso por cavalos" em inglês antigo, deriva de Beowulf, obra amplamente estudada por Tolkien. Apesar da clara conexão com o inglês antigo, Tolkien negou que Éomer e os Cavaleiros de Rohan representassem diretamente os anglo-saxões. Estudos apontam que, embora no livro a  imagética permaneça ambígua, combinando sugestões de origens góticas e anglo-saxãs, adaptações cinematográficas, como a trilogia de O Senhor dos Anéis de Peter Jackson, precisam fazer escolhas visuais. Quando Éomer aparece usando um elmo que remete ao elmo de Sutton Hoo [en], ele é claramente retratado como anglo-saxão.

## Narrativa ficcional

### Texto principal

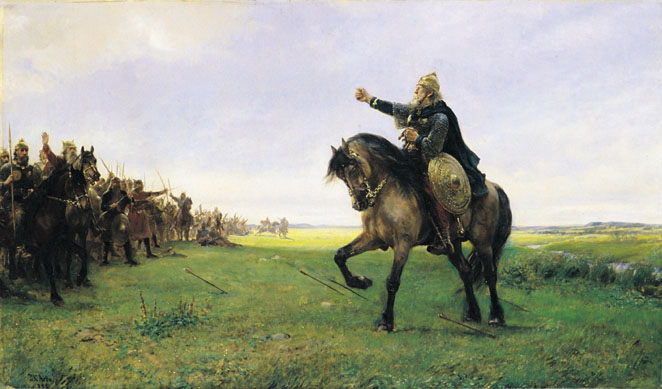
Elementos como a luta a cavalo e os cabelos loiros de Éomer sugerem uma influência gótica. Pintura Gizur and the Huns de Peter Nicolai Arbo, 1886.

Éomer é filho de Théodwyn e Éomund. Após a morte de seus pais, ele e sua irmã Éowyn foram adotados por seu tio  Théoden, rei dos Rohirrim. Como líder das forças de Rohan, Éomer comanda o ataque que elimina os Uruk-hai que sequestraram os hobbits Merry Brandebuque [en] e Pippin Took [en]. Impressionado por Aragorn, ele desobedece ordens e ajuda Aragorn, Gimli e Legolas, emprestando cavalos e indicando o local do ataque.
Ao retornar a Edoras, Éomer relata o encontro a Théoden, mas é preso por ordem de  Gríma Língua de Cobra, conselheiro traiçoeiro do rei. Aragorn, Gimli e Legolas chegam a Edoras com o mago Gandalf, que liberta Théoden do feitiço de Gríma. Éomer é libertado e restaurado à sua honra. Ele luta na Batalha do Abismo de Helm, onde as forças de Rohan repelem o exército de Saruman, formado por orcs e Dunlendinos, nas muralhas do Forte da Trombeta, ganhando tempo até a chegada de Gandalf com Erkenbrand e os homens do Folde Ocidental.
Éomer desempenha um papel crucial na Batalha dos Campos do Pelennor, o confronto decisivo de O Retorno do Rei contra as forças do Senhor do Escuro Sauron, de Mordor. Após liderar uma carga de cavalaria bem-sucedida, ele encontra Théoden mortalmente ferido. Com seu último sus valor, Théoden nomeia Éomer Rei de Rohan. Ao ver Éowyn aparentemente morta no campo de batalha, Éomer lança a si mesmo e os Rohirrim remanescentes contra o inimigo. Aragorn chega inesperadamente de Pelargir e une forças com Éomer, cumprindo sua previsão de que se encontrariam no meio dos inimigos. Juntos, eles derrotam os orcs e vencem a batalha.
Éomer acompanha Aragorn até os Portões de Mordor para o confronto final contra Sauron, a Batalha do Morannon [en]. Essa batalha distrai Sauron o suficiente para que o Um Anel seja destruído em Monte da Perdição, causando sua queda imediata. Théoden é levado de volta a Edoras para ser sepultado, e Éomer se torna Rei da Marca.

### Apêndices
Os Apêndices de O Senhor dos Anéis fornecem detalhes adicionais. Em 3021 da Terceira Era, Éomer casa-se com Lothíriel, filha única de Imrahil, príncipe de Dol Amroth. Ela lhe dá um filho, Elfwine, o Belo, que sucede Éomer como Rei de Rohan. Ficções de fã de Tolkien [en] imaginam diversas vidas alternativas para Lothíriel.

## Análise
O nome Éomer, que significa "famoso por cavalos" em inglês antigo, aparece em Beowulf, na linha 1959, como o nome de um rei descendente de Offa da Mércia. Tolkien estudou Beowulf extensivamente e  utilizou elementos dessa obra ao escrever O Senhor dos Anéis.
O crítico Paul Kocher [en] observa que, em seu primeiro encontro com Aragorn nas planícies de Rohan, Éomer é movido mais por afeição do que pela política da Marca, arriscando seu comando e sua vida ao ajudar Aragorn, contra ordens.
O estudioso de Tolkien Tom Shippey [en] contrasta o comportamento de Éomer com o de  Faramir, filho do Regente de Gondor. Para Shippey, Faramir é cortês, urbano e civilizado, enquanto Éomer é "compulsivamente truculento", refletindo o caráter de suas nações: Gondor, semelhante a uma "Roma", sutil e calculista, e Rohan, uma sociedade Anglo-saxã simples, porém vigorosa. Shippey observa que Rohan se assemelha à sociedade anglo-saxã em todos os aspectos, exceto um: os anglo-saxões não gostavam de lutar a cavalo.
Shippey destaca que, no momento crítico da Batalha dos Campos do Pelennor, a carga decisiva dos Cavaleiros de Rohan, sobressai o panache [en], que ele descreve como a "cauda de cavalo branca no elmo de Éomer flutuando em sua velocidade" e a "virtude do ataque repentino, a investida que varre a resistência". Shippey nota que isso permite a Tolkien retratar Rohan como inglesa, com base em seus nomes e palavras em inglês antigo como "eored" (tropa de cavalaria), e como "alienígena, oferecendo um vislumbre de como a terra molda as pessoas".

## Adaptações

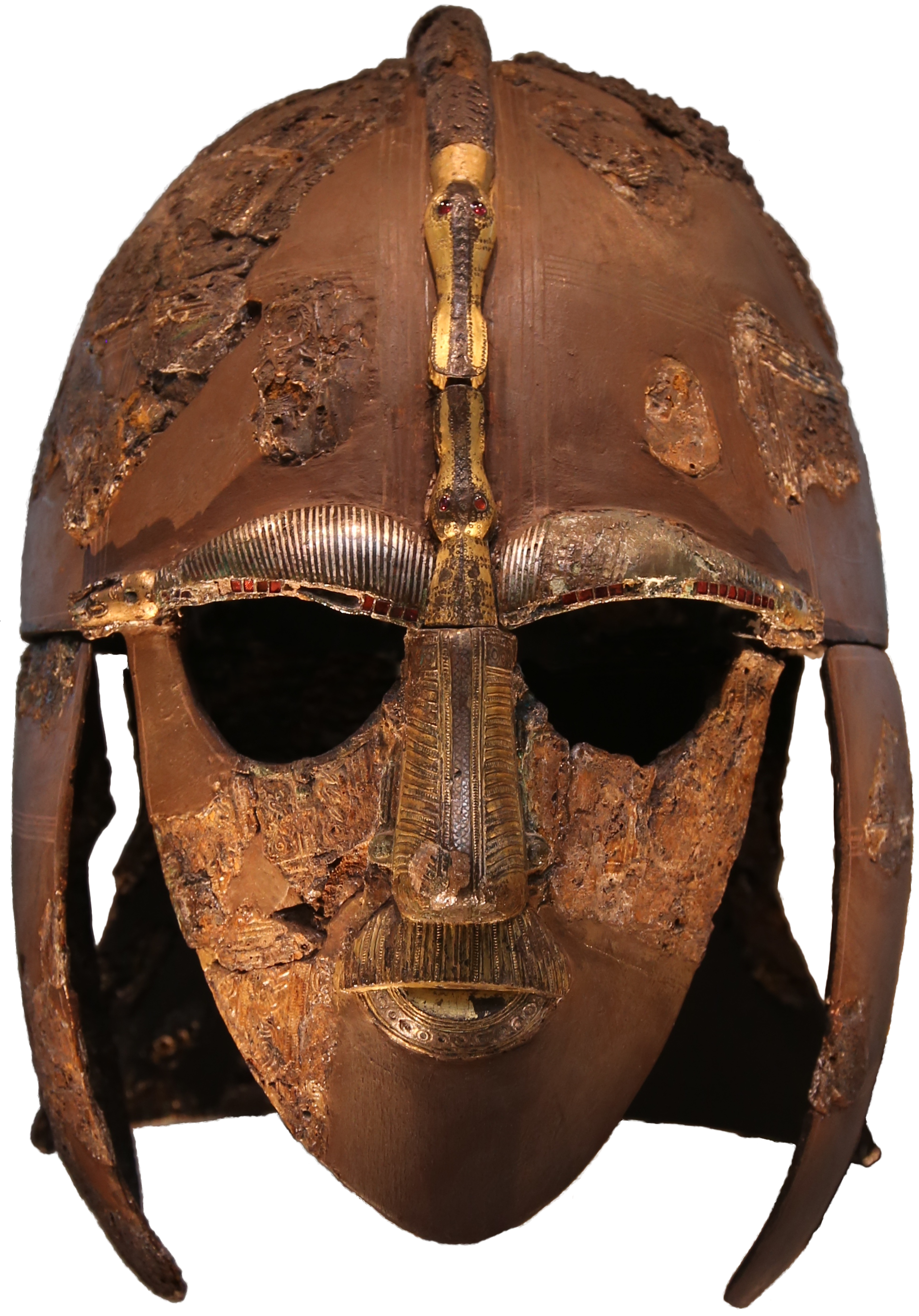
O elmo de Sutton Hoo.

Na adaptação animada de 1978 de O Senhor dos Anéis por Ralph Bakshi, Éomer não tem falas e não é totalmente animado. Na trilogia de filmes O Senhor dos Anéis de Peter Jackson, Éomer foi interpretado pelo ator neozelandês Karl Urban.
O estudioso de Tolkien Michael Drout [en] afirma que o elmo de Éomer no filme é claramente baseado no elmo de Sutton Hoo, "a imagem mais icônica da cultura anglo-saxã". Tolkien, segundo ele, negou que os Cavaleiros de Rohan fossem os anglo-saxões, embora os fizesse falar o dialeto mércio [en] dessa língua. Em um livro, Drout observa, pode haver ambiguidade sobre imagens visuais, que estão parcialmente na imaginação do leitor; mas um filme reduz essa ambiguidade útil. O penacho de cauda de cavalo e os cabelos loiros dos cavaleiros sugerem um estilo "gótico continental", mas o filme elimina essa ambiguidade. Drout contrasta a apresentação de Éomer em close-up com seu elmo elaborado (cena 11 de As Duas Torres) com uma cena posterior de um soldado Oriental, cujo elmo cobre o rosto. Drout escreve que isso sugere "véu e Orientalismo", enquanto o rosto de Éomer, visível entre as proteções das bochechas, parece mais aberto e menos ameaçador.

### J. R. R. Tolkien
1. ↑  Tolkien, J. R. R. As Duas Torres, livro 3, cap. 2 "Os Cavaleiros de Rohan"
2. ↑  Tolkien, J. R. R. As Duas Torres, livro 3, cap. 6 "O Rei do Palácio Dourado"
3. ↑  Tolkien, J. R. R. As Duas Torres, livro 3, cap. 7 "Abismo de Helm"
4. ↑  Tolkien, J. R. R. O Retorno do Rei, livro 5, cap. 6 "A Batalha dos Campos do Pelennor"
5. ↑  Tolkien, J. R. R. O Retorno do Rei, livro 5, cap. 10 "O Portão Negro se Abre"
6. ↑  Tolkien, J. R. R. O Retorno do Rei, livro 6, cap. 3 "Monte da Perdição"
7. ↑  Tolkien, J. R. R. O Retorno do Rei, livro 6, cap. 6 "Muitas Separações"